# MG 14/40
MG 14/40 – samochód sportowy produkowany przez brytyjska firmę MG w latach 1924-1929. Wyposażony był on w otwarte nadwozie i składany dach. Samochód był napędzany przez silnik o pojemności 1,8 l. 

## Dane techniczne
- Silnik: R4 1,8 l (1802 cm³)
- Układ zasilania: b.d.
- Średnica × skok tłoka: b.d.
- Stopień sprężania: b.d.
- Moc maksymalna: 40 KM (30 kW)
- Maksymalny moment obrotowy: b.d.
- Prędkość maksymalna: b.d.